# Piskorowy Staw
Piskorowy Staw – przysiółek wsi Pysznica w Polsce położony w województwie podkarpackim, w powiecie stalowowolskim, w gminie Pysznica.
W latach 1975–1998 przysiółek administracyjnie należał do województwa tarnobrzeskiego.